# Kęstas Komskis

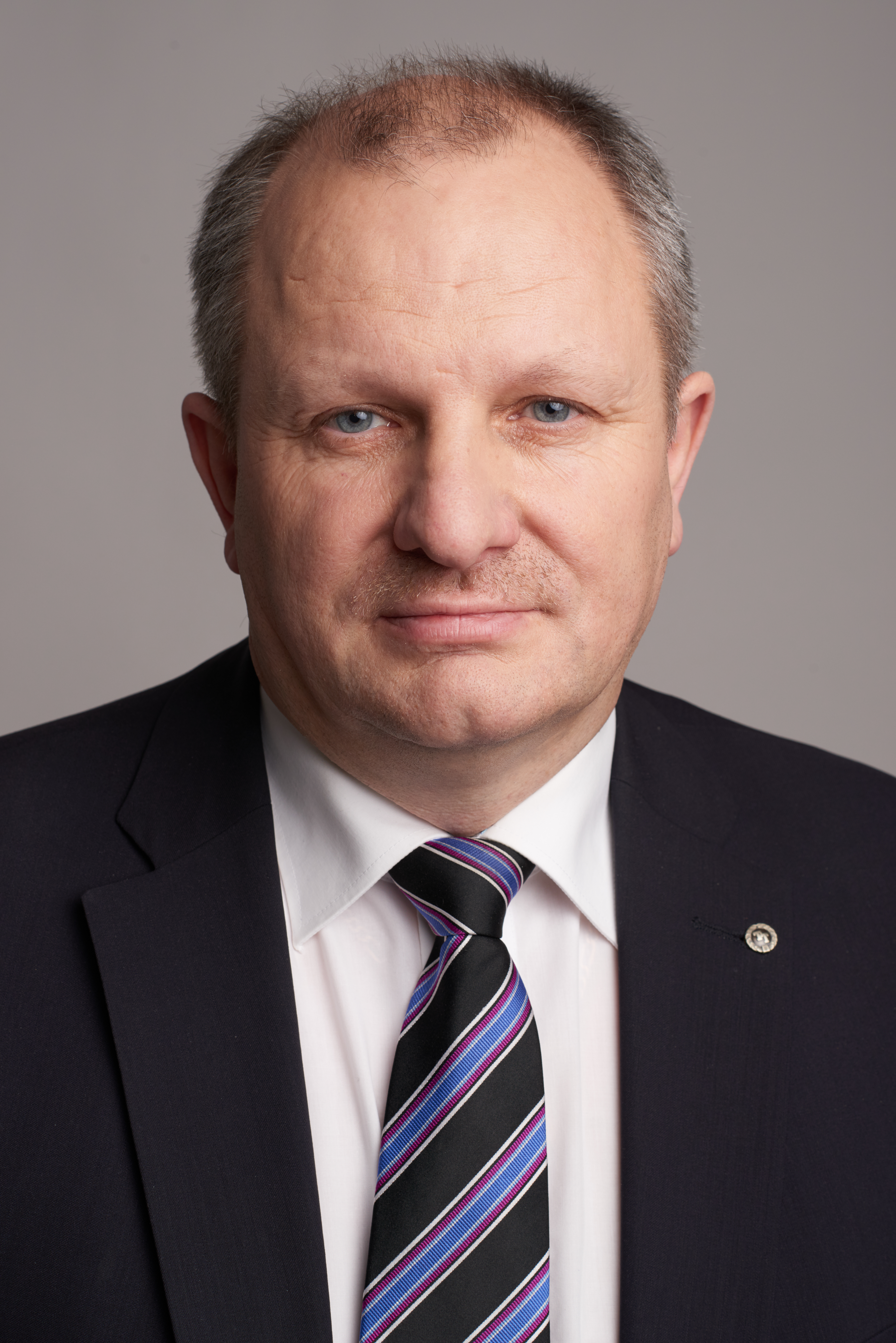
Kęstas Komskis

Kęstas Komskis (* 22. Oktober 1963 in Sodėnai, Rajongemeinde Šilutė) ist ein litauischer Politiker, ehemaliger Seimas-Parlamentsvizepräsident und Bürgermeister von Pagėgiai.

## Leben
1983 absolvierte Komskis das Politechnikum Klaipėda und wurde Autotechniker. 2004 absolvierte das Studium an der TU Kaliningrad. 
Von 1983 bis 1992 arbeitete er in den Sowchosen (in Žukai und Rambynas). 1992 gründete ein Individualunternehmen, die 1998 zu  UAB „Riklaiva“ wurde. Von 2000 bis 2003 war er stellvertretender Bürgermeister von Pagėgiai, von 2003 bis 2007 und von 2007 bis 2008 Bürgermeister von Pagėgiai. Von 2008 bis 2016 war er Mitglied des Seimas, von November 2012 bis 2016 stellvertretender Vorsitzender des Seimas.
Komskis war Mitglied von Lietuvos liberalų sąjunga, ab 2006 von Tvarka ir teisingumas.